# IMAM Ro.37
И. М. А.М Ро.37 «Рысь» (итал. IMAM Ro.37 "Lince") — итальянский разведывательный самолёт времен Второй мировой войны.

## История
В начале 1930-х годов Королевские ВВС Италии выдали заказ на создание нового разведовательного самолёта, взамен устаревших фирмы Ansaldo. Создание такого самолёта взяла на себя Южная авиастроительная компания (IMAM) располагавшаяся в Неаполе. Самолёт должен был быть на уровне не ниже зарубежных аналогов того времени, таких как: Hawker Hart, Fokker C.X и Р-5. В конце 1933 года был представлен первый прототип будущего самолёта модели Ro.37. Это был классический биплан с радиальным двигателем водяного охлаждения Fiat A.30 RA V-12 мощностью в 550 л. с. Самолёт вполне устроил военных и со следующего 1934 года началось его серийное производство. После ряда усовершенствований, в частности установки более мощного мотора Piaggio P.IX RC мощностью в 640 л. с., а также обтекателей на шасси, с 1936 года началось производство улучшенной версии Ro.37bis.
На Вторую итало-эфиопскую войну самолёт не попал, зато принял участие в Гражданской войне в Испании. Здесь они составляли основу парка разведчиков, поддерживая пехоту. Уже в октябре 1936 года франкистам были отправлены, вместе с другими итальянскими самолётами, первые 10 Ro.37bis. К концу году их число увеличилось до двух десятков. Здесь из них образовали разведывательную группу XXII Gr. «Lince». Постепенно, убедившись в невысокой эффективности Ro.37bis, после 1937 года их начали постепенно возвращать в Италию.
В самой Италии и в её колониях по состоянию на 10 июня 1940 года самолёты типа IMAM Ro.37bis имелись в следующих частях ВВС:
- 30-я эскадрилья О. А. (Палермо, Италия)
- 110-я эскадрилья О. А. (Дыре-Дуа, Эфиопия)
- 120-я эскадрилья О. А. (Элмас, Италия)
- 124-я эскадрилья О. А. (Тирана, Албания)
- 127-я и 128-я эскадрильи О. А. (Эль-Адем, Ливия)

Со вступлением Италии во Вторую мировую войну самолёты типа Ro.37bis применялись при вторжении в Грецию и Югославию, а также в Северной Африке. Вместе с тем к началу 1940-х стало понятно, что данный тип самолёта, даже в качестве разведчика, значительно устарел и годится разве что для учёбы будущих пилотов. В этом качестве в некоторых летных школах последние Ro.37bis доработали почти до конца войны.
IMAM Ro.37 стал одним из немногих итальянских самолётов 1930-40-х годов имевших весьма неплохой экспортный потенциал. Кроме Испании самолёты этого типа поставлялись в Австрию (8 единиц), Афганистан (16 единиц), Эквадор (10 единиц), Венгрию (14 единиц), Уругвай (6 единиц). Стоит ещё упомянуть, что часть самолётов этого типа, кроме итальянских моторов, оснащались ещё и французскими Gnome-Rhône 14K.

## Модификации
- IMAM Ro.37 — базовая модель с двигателем Fiat A.30 RA V-12 мощностью 550 л. с.
- IMAM Ro.37bis — усовершенствованный вариант
- IMAM Ro.43 — гидроплан-разведчик
- IMAM Ro.44 — катапультный гидросамолёт-истребитель
- IMAM Ro.45 — дальнейшее развитие Ro.35 с двигателем Isotta Fraschini Asso XI. RC40 мощностью 820 л. с. Построен в 1935 году, один прототип.

## Страны-эксплуатанты
- Италия
- Испания
- Австрия
- Венгрия
- Афганистан
- Эквадор
- Уругвай

## Технические характеристики
- Длина — 8,56 м
- Размах крыла — 11,08 м
- Площадь крыла — 31,35 м.кв.
- Высота — 3,15 м
- Вес пустого — 1587 кг
- Вес взлётный — 2420 кг
- Скорость максимальная — 330 км\ч
- Скорость крейсерская — 250 км\ч
- Дальность — 1120 км
- Потолок — 7200 метров
- Экипаж — 2 человека

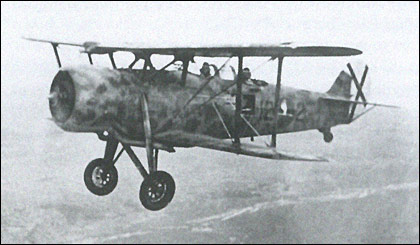
IMAM Ro.37 в небе Испании.

- Двигатель — один звездообразный Piaggio P.IX RC 40 мощностью 560 л. с.
- Вооружение — два синхронных 7,7-мм и один 7,7-мм турельный пулемет Breda-SAFAT
- Бомбовая нагрузка — до 12 бомб массой 15 кг на подфюзеляжных и подкрыльевых подвесках